# Weiz (stad)
Weiz is een gemeente in de Oostenrijkse deelstaat Stiermarken, en maakt deel uit van het district Weiz.
Weiz telt 8799 inwoners.

## Geboren
- Eduard Wagnes (1863-1936), componist, dirigent en hoornist
- Getty Kaspers (1948), zangeres, bekend geworden door Dinge-dong (1975)

Albersdorf-Prebuch
· Anger
· Birkfeld
· Fischbach
· Fladnitz an der Teichalm
· Floing
· Gasen
· Gersdorf an der Feistritz
· Gleisdorf
· Gutenberg
· Hofstätten an der Raab
· Ilztal
· Ludersdorf-Wilfersdorf
· Markt Hartmannsdorf
· Miesenbach bei Birkfeld
· Mitterdorf an der Raab
· Mortantsch
· Naas
· Passail
· Pischelsdorf am Kulm
· Puch bei Weiz
· Ratten
· Rettenegg
· Sankt Kathrein am Hauenstein
· Sankt Kathrein am Offenegg
· Sankt Margarethen an der Raab
· Sankt Ruprecht an der Raab
· Sinabelkirchen
· Strallegg
· Thannhausen
· Weiz
- Gemeinsame Normdatei: 4065286-5
- Library of Congress Control Number: n85152596
- MusicBrainz: 2277aaf9-133b-423f-ac13-a3d5e078423a
- Nationale Bibliotheek van Israël: 987007567289605171
- Virtual International Authority File: 137272425
- WorldCat: E39PBJk8X94TcvfpGdgJ4ch4MP